# Lengyel Béla (sakkozó)
Lengyel Béla (Újpest, 1949. június 6. – 2017. május 4.) magyar sakkozó, nemzetközi mester.

## Jellemzése, eredményei
Alekszandr Alekszandrovics Aljechin „reinkarnációja”, a magyar sakkozás egyik meghatározó alakja. A sakkal már gyermekkorában megismerkedett. 30 éven át tanulmányozta a 4. világbajnok, Aljechin játékát. Játszmáira jellemző az élénk kombinációk sokszor tisztáldozatokkal.
Először 1967-ben vált első osztályú játékossá. 1968-ban mesterjelölt, majd 1970-ben magyar sakkmester lett. 1975-ben megnyerte a magyar sakkbajnokság középdöntőjét, ekkor teljesítette az első nemzetközi sakkmesteri normát is, majd 1979-80-ban kétszeres Budapest-bajnok lett. 1985-ben szerezte meg a nemzetközi mesteri címet.
1992-től az Első Szombat (First Saturday) versenyek rendszeres játékosa.

## Kiemelkedő versenyeredményei
- 2002. április: 1. helyezés - Első Szombat verseny[2]
- 2006: 2-3. helyezés - 1. Zsámbék Open verseny[3]

2013 júniusától nem játszott a FIDE által figyelembe vett versenyjátszmát. Akkori utolsó Élő-pontszáma 2246. Legmagasabb pontértéke 2354 volt, amelyet 2000. július és 2002. április között tartott.